# Broichhoven

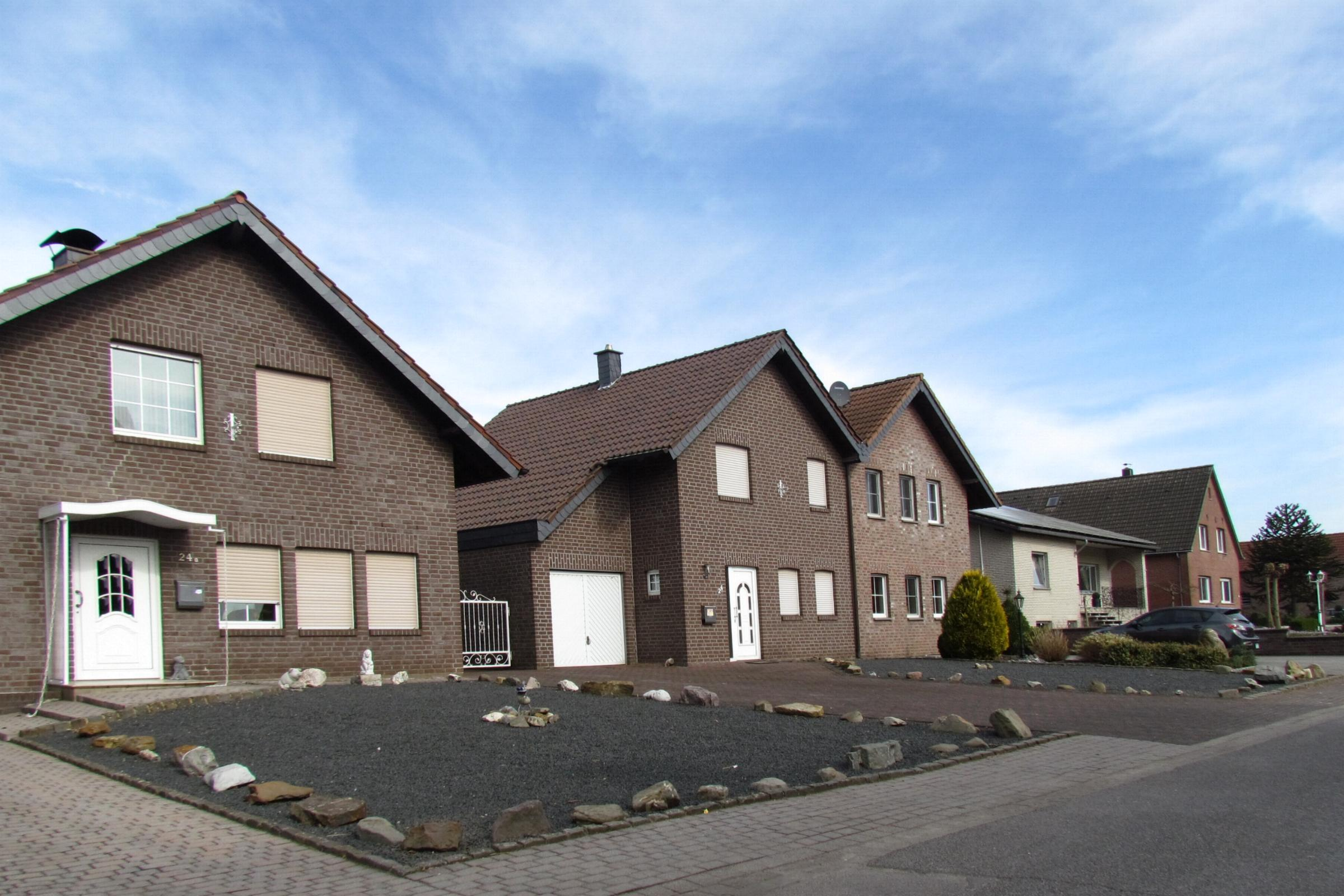
Ortsbebauung

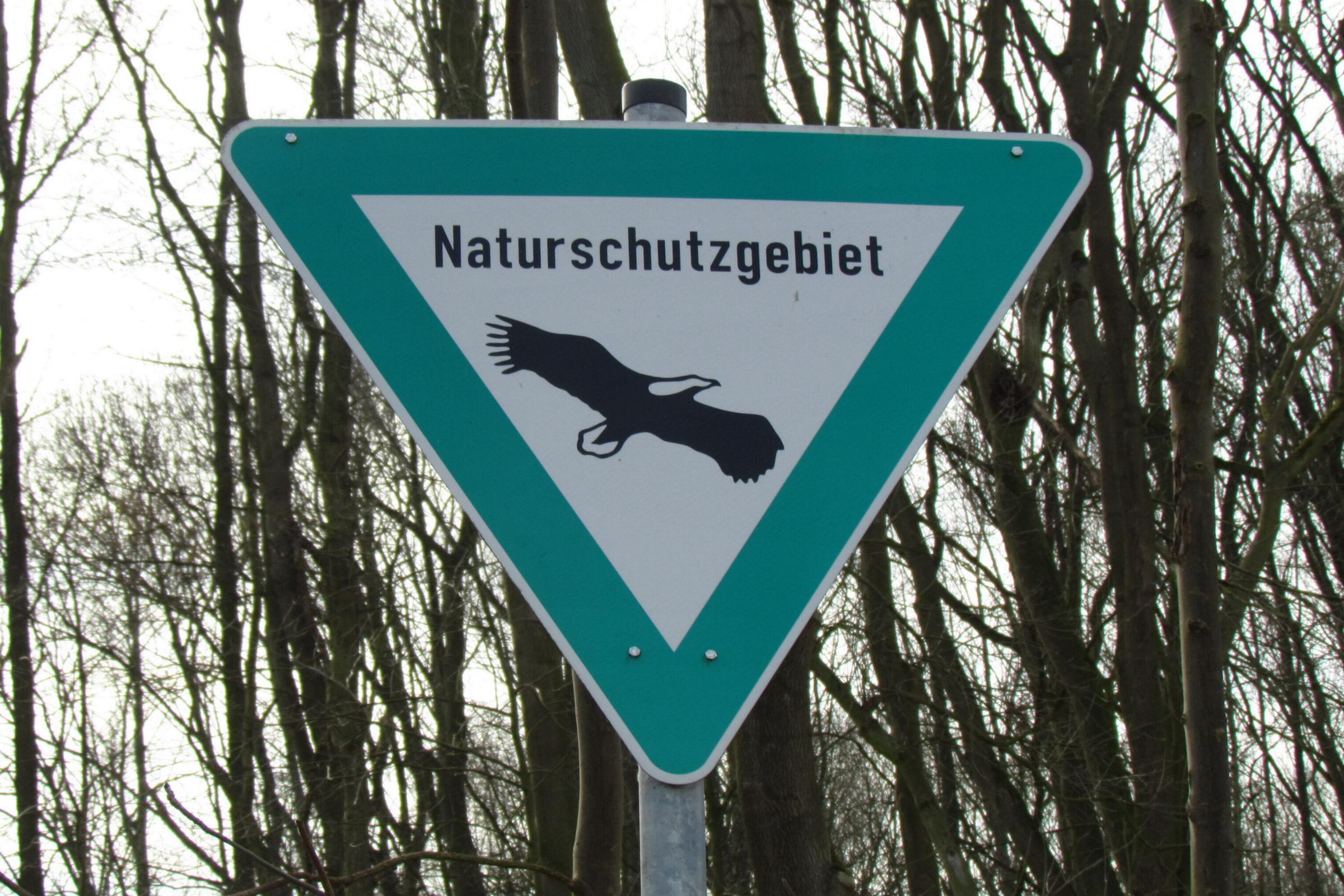
Ausgewiesenes Naturschutzgebiet

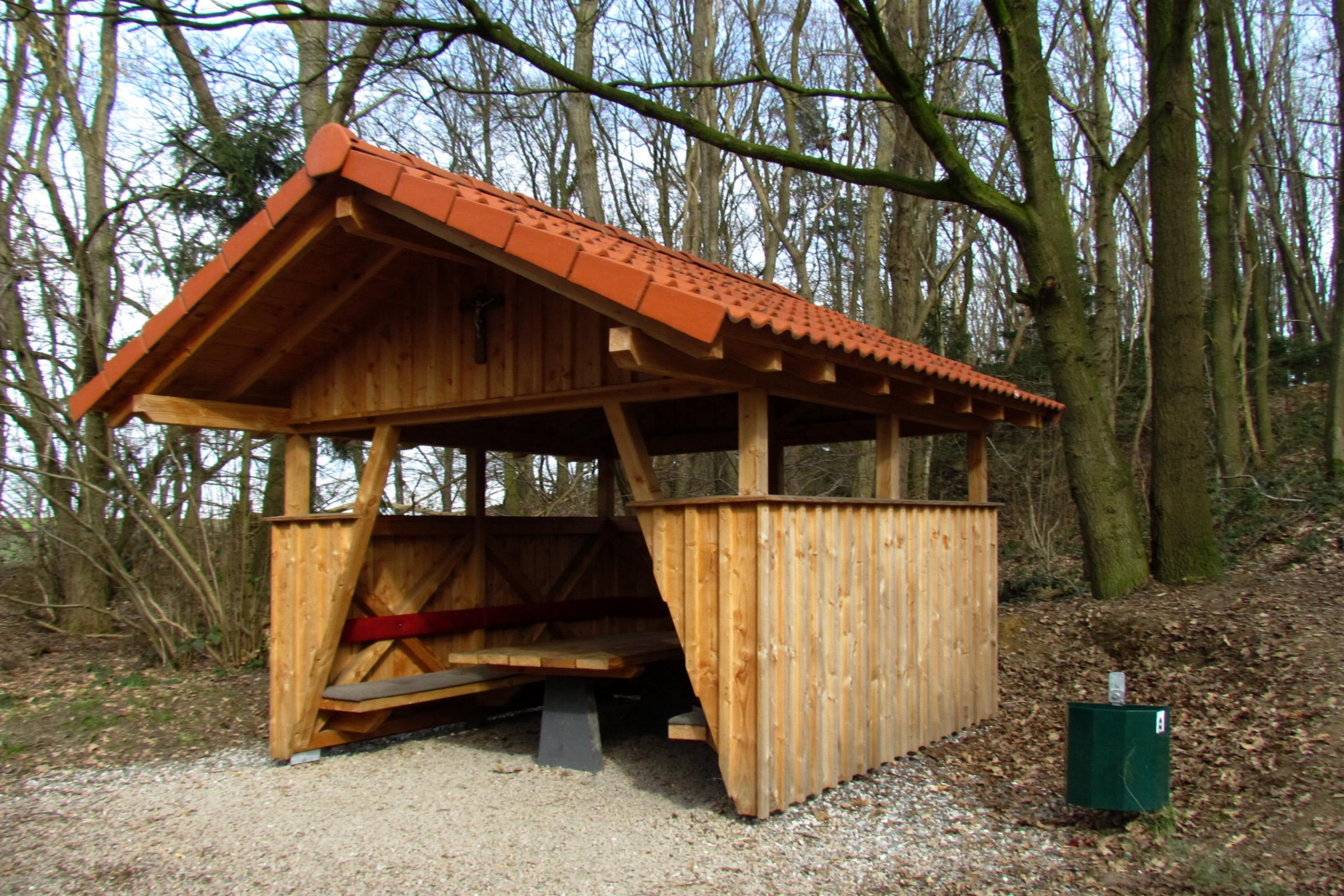
Schutzhütte im Naturschutzgebiet bei Broichhoven

Broichhoven ist ein Ortsteil der Gemeinde Gangelt im Kreis Heinsberg im Bundesland Nordrhein-Westfalen.

## Geographie

### Lage
Broichhoven liegt ca. 4 km nördlich von Gangelt. In der Nähe des Ortes, am Saeffeler Bach, befindet sich das Naturschutzgebiet Höngener- und Saeffeler Bruch.

### Gewässer
Bei Starkregen und bei Schneeschmelze fließt das Oberflächenwasser aus den Bereich Broichhoven in den Saeffeler Bach (GEWKZ 2818222) und dann weiter über den Rodebach in die Maas. Der Saeffeler Bach hat eine Länge von 12,747 km bei einem Gesamteinzugsgebiet von 47,479 km².

### Nachbarorte
| Saeffelen | Bocket                                      | Laffeld    |
| Höngen    | Kompassrose, die auf Nachbargemeinden zeigt | Langbroich |
| Tüddern   | Gangelt                                     | Kreuzrath  |

### Siedlungsform
Broichhoven ist eine kleine, beidseitig bebaute Reihensiedlung als Straßendorf in der Nähe des Saeffeler Bachs.

## Geschichte

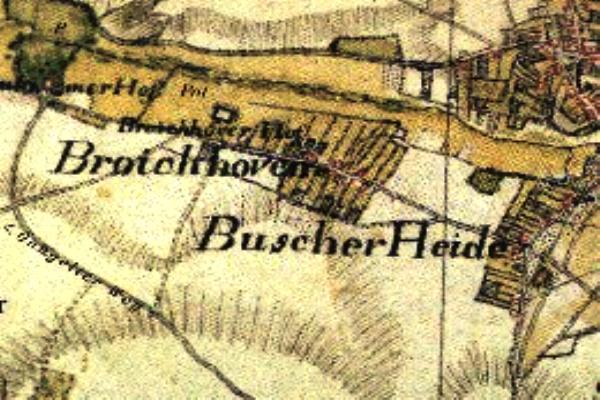
Broichhoven auf der Tranchotkarte 1803–1820

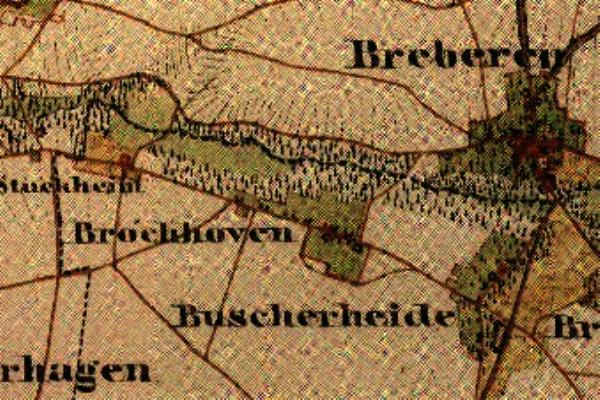
Broichhoven auf der Urkatasterkarte von 1846

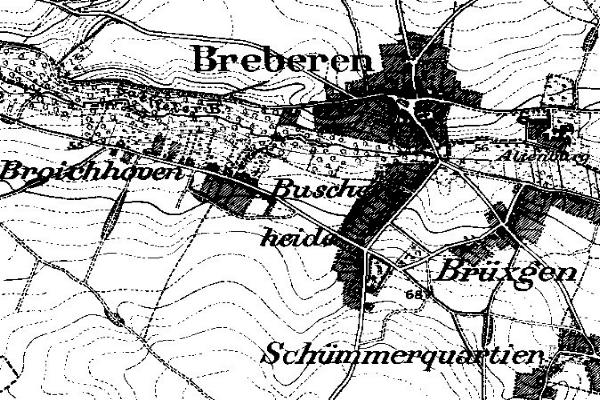
Broichhoven auf der Neuaufnahme von 1912

### Ortsname
- 1475 Brochhoven
- 1502 Brochoeven
- 1570 Broichhoven
- 1846 Brochhoven
- 1912 Broichhoven

### Ortsgeschichte
Broichhoven gehörte früher zum Jülicher Amt Millen. Wahrscheinlich ging die Siedlung aus einem Einzelhof hervor. Das Land des Hofes Broichhoven übertrugen Reiner von dem Holz und seine Ehefrau Heilwig 1457 an Johann von Koelgrove, Vogt des Landes Millen. Der Hof selbst war ein Millener Lehen. Broichhoven gehörte zu Gericht und Pfarre Gangelt.
Broichhoven hatte 1828 insgesamt 100 Einwohner, 1852 waren es 104 Einwohner. Seit dem Zweiten Weltkrieg bildete Broichhoven mit den Orten Breberen, Brüxgen, Buscherheide, Nachbarheid und Schümm die Gemeinde Breberen-Schümm. Vorher war es Teil der Gemeinde Schümmerquartier (Schümm). Mit dem Gesetz zur Neugliederung von Gemeinden des Selfkantkreises Geilenkirchen-Heinsberg vom 24. Juni 1969 wurde die Gemeinde Breberen-Schümm am 1. Juli 1969 in die Gemeinde Gangelt eingegliedert.

### Kirchengeschichte
Die Pfarre St. Maternus Breberen umfasst die Orte Breberen, Broichhoven, Brüxgen, Buscherheide, Nachbarheid und Schümm. Die Bevölkerung dort besteht zum größten Teil aus Katholiken.
Die Pfarre wird urkundlich 1079 erwähnt. Die Herren von Millen waren die Grundherren. 1282 wurde die Grundherrschaft an die Herren von Heinsberg verkauft. Damit war auch das Patronat der Kirche verbunden. 1492 wurde die Kirche dem Heinsberger Gangolfusstift, das auch den Zehnt besaß, inkorporiert. Nach der Zugehörigkeit zum Bistum Lüttich, dem Erzbistum Köln und heute dem Bistum Aachen gehört Breberen seit 1925 zum Dekanat Gangelt. Die heutige Kirche wurde um 1830 erbaut und im Zweiten Weltkrieg am 18. Oktober 1944 gesprengt. 1954 wurde die Kirche mit einer neuen Fassade und einem Westturm neu aufgebaut.
Im Zuge der Pfarrgemeindereformen im Bistum Aachen wurde die ehemals eigenständige katholische Pfarrgemeinde St. Maternus Breberen in die Weggemeinschaft der kath. Pfarrgemeinden Gangelt eingegliedert.

### Schulwesen
- Volksschule Brüxgen, 1925: 2 Klassen, 2 Stufen, 1 Lehrer, 1 Lehrerin, 84 Kinder
- Volksschule Breberen-Schümm, 1965: 5 Klassen, 5 Lehrerstellen, 178 Kinder

## Politik
Gemäß § 3 (1) c) der Hauptsatzung der Gemeinde Gangelt bilden die Orte Breberen, Broichhoven, Brüxgen, Buscherheide, Nachbarheid und Schümm einen Gemeindebezirk. Der wird durch einen Ortsvorsteher im Gemeinderat der Gemeinde Gangelt vertreten. Ortsvorsteher des Gemeindebezirks ist Günther Dammers. (Stand 2014)

## Infrastruktur
Infolge der über Jahrzehnte gewachsenen Ortsstrukturen gelten die Infrastruktur, die Sehenswürdigkeiten und die Vereine des Ortes Breberen auch für die Ortschaft Broichhoven.
- Im Februar 2013 lebten in Broichhoven 153 Personen.
- Es existieren mehrere landwirtschaftliche Betriebe mit Tierhaltung, ein Pferdehof und mehrere Kleingewerbebetriebe.
- Die katholische Grundschule befindet sich in Breberen.[9]
- In Breberen ist mit dem privaten Kindergartenverein Lindenbaum Breberen e.V der nächstgelegene Kindergarten.[10]
- Der Ort hat Anschluss an das Radverkehrsnetz NRW.

## Sehenswürdigkeiten

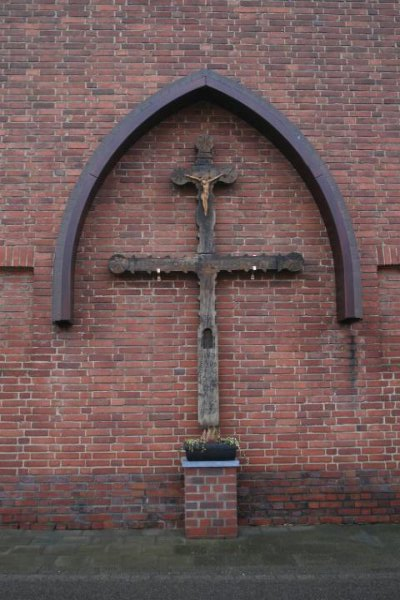
Wegkreuz in Broichhoven

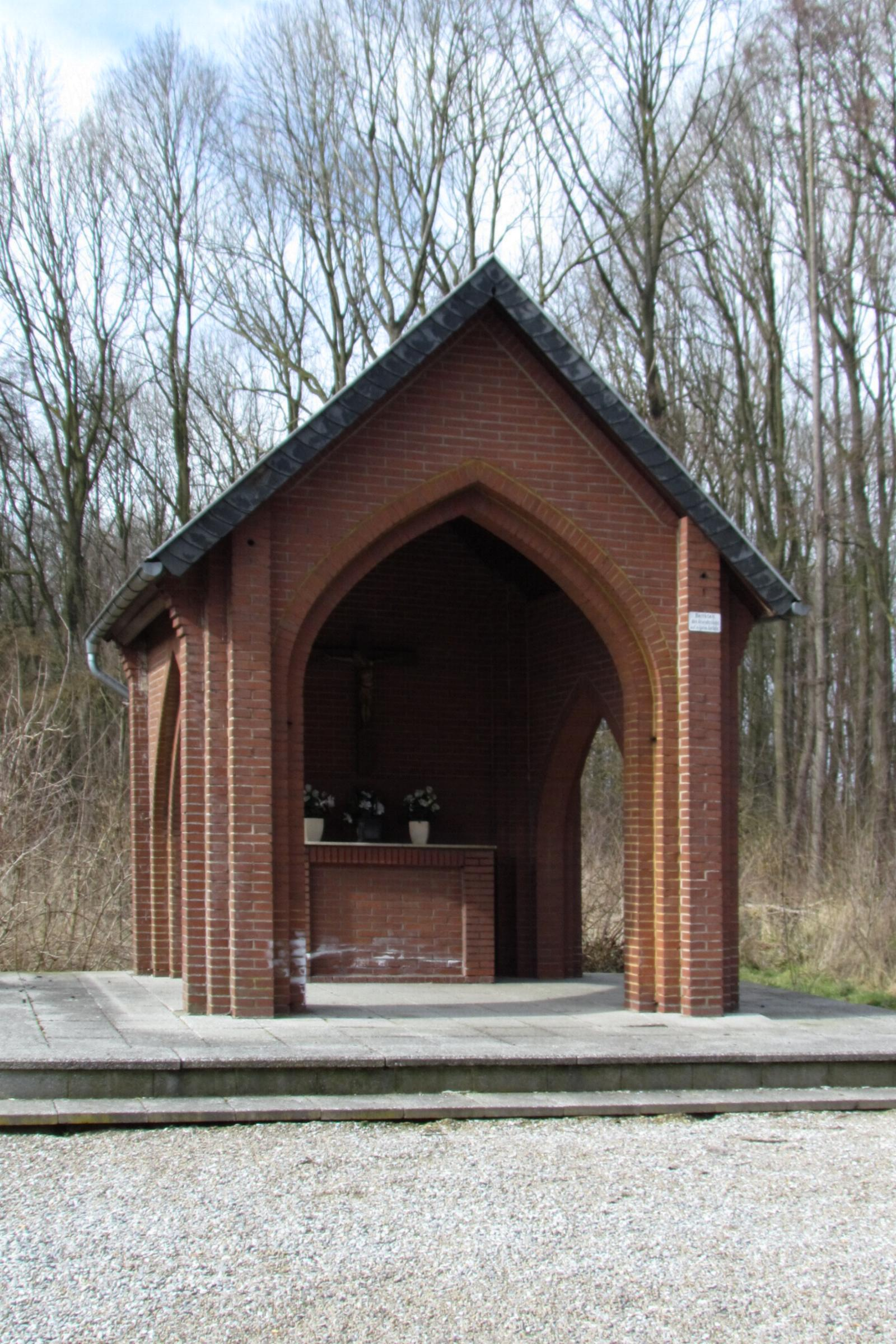
Kapelle bei Broichhoven

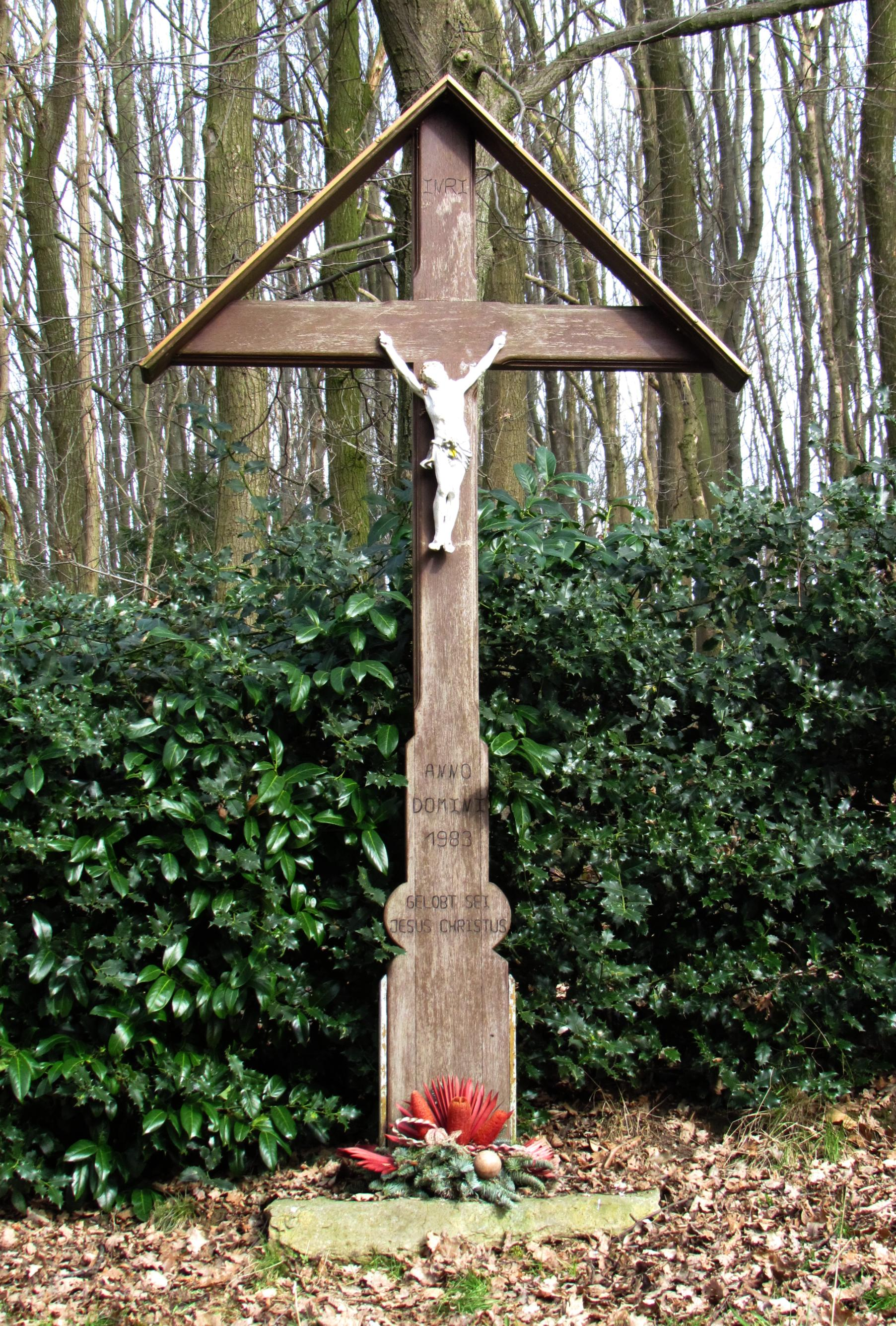
Wegekreuz bei Broichhoven

- Katholische Pfarrkirche St. Maternus in Breberen als Denkmal Nr. 29
- Buntverglasung in der katholischen Pfarrkirche[11]
- Windmühle Breberen als Denkmal Nr. 30
- Haus Altenburg in Breberen als Denkmal Nr. 31
- Wasserpumpe an der Römerstraße als Denkmal Nr. 33
- Wegekreuz am Bollberg als Denkmal Nr. 27
- Wegekreuz vor Haus Nr. 13 als Denkmal Nr. 28

## Vereine
- Freiwillige Feuerwehr Gangelt, Löscheinheit Breberen zuständig auch für Broichhoven
- Vereinte Schützen e.V. Breberen-Brüxgen e.V.
- Trommler- und Pfeifercorps Breberen e.V.
- Instrumentalverein St. Josef Breberen-Schümm e.V.
- Sportverein 1920 SV Breberen e.V.
- Reit- und Fahrverein Breberen e.V.
- Breberener Karnevalsverein 84 e.V.
- Frauengemeinschaft Breberen e.V.
- Kirchenchor St. Cäcilia Breberen e.V.
- Jugendgruppe Breberen
- Sozialverband VdK – Ortsverband Breberen

## Regelmäßige Veranstaltungen
- Vogelschuss der Bruderschaft
- Patronatsfest und Kirmes in Breberen
- St. Martin-Umzug in Breberen

## Verkehr

### Autobahnanbindung
| BAB | Streckenabschnitt        | Anschlussstelle | Entfernung |
| --- | ------------------------ | --------------- | ---------- |
| A46 | Heinsberg – Düsseldorf   | AS Heinsberg    | 10 km      |
| A44 | Aachen – Mönchengladbach | AS Aldenhoven   | 25 km      |
| A4  | Aachen – Köln            | AS Weisweiler   | 35 km      |

### Bahnanbindung
Ab Bahnhof Geilenkirchen (ca. 10 km Entfernung)
| Linie | Linienbezeichnung | Linienverlauf                              |
| ----- | ----------------- | ------------------------------------------ |
| RE 4  | Wupper-Express    | Aachen–Mönchengladbach–Düsseldorf–Dortmund |
| RB 33 | Rhein-Niers-Bahn  | Aachen–Mönchengladbach–Krefeld–Duisburg    |

### Busanbindung
Ab Breberen (ca. 1 km Entfernung)
| Linie | Verlauf |
| ----- | --- |
| 434   | Geilenkirchen Bf – Bauchem – Niederheid – Hatterath – Gillrath – Birgden – Schierwaldenrath Bf – Langbroich – Schümm – Brüxgen – Breberen – Saeffelen – Heilder – Höngen |
| 436   | Heinsberg Busbf – Selsten – (Hontem – (Waldfeucht –) Bocket –) Abzw. Nachbarheid – Breberen – Saeffelen – Heilder – Höngen (→ Stein → Havert → Schalbruch → Isenbruch → Millen → Tüddern)                                                                                                   |
| 474   | Heinsberg Busbf – (Aphoven – Laffeld –) Selsten – (Braunsrath – Löcken – Schöndorf – Obspringen – Brüggelchen) / Hontem – Waldfeucht – Bocket – Saeffelen / Abzw. Nachbarheid ← Breberen – (Harzelt ← Langbroich ←) (Kievelberg – Hastenrath) / (Brüxgen – Schümm) / Vinteln – Gangelt      |
| 475   | (Oberbruch – Unterbruch) / Heinsberg Agentur für Arbeit – Heinsberg Busbf – Lieck –Kirchhoven – Vinn – Haaren – Obspringen – Brüggelchen – Waldfeucht – Bocket – Abzw. Nachbarheid – Breberen – Saeffelen – Heilder – Höngen – (Stein – Havert – Schalbruch – Isenbruch – Millen –) Tüddern |

Zudem verkehrt der Multi-Bus seit dem 9. Juni 2024 kreisweit erweitert und zu einheitlichen Bedienzeiten. Mehr Informationen gibt es bei WestVerkehr.

## Straßennamen
In Broichhoven gibt es keine Straßenbezeichnungen, sondern nur Hausnummern, nach denen sich Einwohner, Postboten, Lieferanten und Besucher orientieren müssen. Der
Peter-Anton-Tholen-Weg ist unbebaut und erinnert an den gleichnamigen Archäologen.

## Persönlichkeiten
Der Archäologe Peter Anton Tholen stammt aus dem Ort. Nach ihm wurde eine Straße in Broichhoven benannt.